# La Pe
La Pe là một đô thị thuộc bang Oaxaca, México. Năm 2005, dân số của đô thị này là 2135 người.